# 否定記号
否定記号は数理論理学で用いられる否定を表す記号であり、「¬」と表記される。論理式φに対し、¬φでφの否定を表す。 
同一の意味で「∼」が用いられることもある。また、プログラミングにおいては言語によってエクスクラメーションマークの「!」で否定を表す。

## 符号位置
| 記号 | Unicode | JIS X 0213 | 文字参照            | 名称         |
| ---- | ------- | ---------- | ------------------- | ------------ |
| ¬    | U+00AC  | 1-2-44     | &not; &#xAC; &#172; | 否定         |
| ￢   | U+FFE2  | -          | &#xFFE2; &#65506;   | 否定（全角） |